# Gavotí atlàntic
El gavotí atlàntic (Alle alle) és una espècie d'ocell de la família dels àlcids (Alcidae) i l'ordre dels caradriformes (Charadriiformes), que cria en zones molt septentrionals. És l'única espècie del gènere Alle (Link, 1806). El nom de gavotí es fa extensiu a altres espècies de la família dels àlcids, com ara les que formen els gèneres Synthliboramphus o Aethia.

## Morfologia
- D'aspecte rodanxó, és el més petit dels àlcids de l'Atlàntic; fa una llargària de 19–21 cm i una envergadura de 34–38 cm.
- Bec curt i negre, i potes color carn blanca.
- El plomatge, en estiu, és negre pel dors, cap, coll i part superior del pit, i blanc la resta. En hivern, la gola i el pit esdevenen blancs.
- Els joves són similars als adults en hivern, però amb tons més bruns que negres.[1]
- Tenen un vol directe, amb un aleteig molt ràpid.

## Hàbitat i distribució

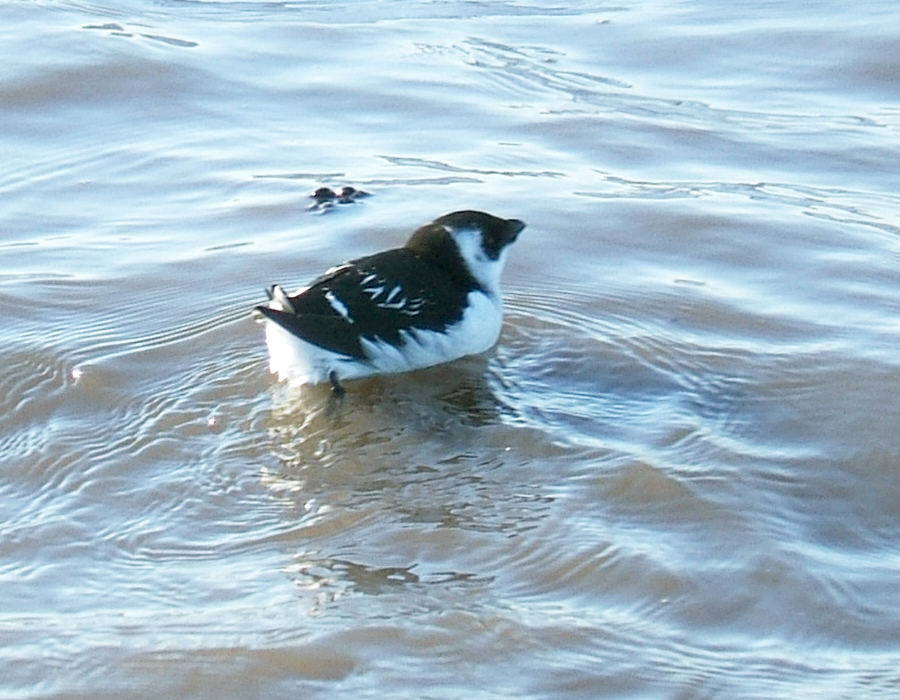
Gavotí en plomatge d'hivern.

Viu a l'Atlàntic Nord i mars àrtics adjacents. En hivern, es dispersa cap al sud fins a l'altura de les Illes Britàniques i Nova York. Ocasionalment arriba més cap al sud. Als Països Catalans llur presència és esporàdica.

## Alimentació
Atrapen l'aliment nedant sota l'aigua. Mengen principalment crustacis i altres invertebrats, i també peixos.

## Reproducció
Cria en grans colònies, sobre costes rocalloses, ponen un únic ou color blau, que coven els dos pares durant 24 dies. En les colònies de cria, emeten crits aguts, però la resta de l'any són silenciosos.

## Llista de subespècies
Se n'han distingit dues subespècies:
- Alle alle alle (Linnaeus) 1758, que cria a Groenlàndia, Islàndia, Nova Terra i Svalbard.
- Alle alle polaris Stenhouse 1930, que cria a l'arxipèlag de Francesc Josep.